# Campeonato de Francia de Rugby 15 1986-87
El Campeonato de Francia de Rugby 15 1986-87 fue la 88.ª edición del Campeonato francés de rugby.
El campeón del torneo fue el equipo de Toulon quienes obtuvieron su segundo campeonato.

## Desarrollo
| Grupo 1 - Toulouse - Brive - Montferrand - Béziers - Graulhet - Grenoble - Narbonne - Aurillac - RRC Nice - Romans                 | Grupo 2 - Toulon - Agen - Racing - Lourdes - Valence - Biarritz - Perpignan - Pau - Bayonne - Nîmes                                    |
| Grupo 3 - Dax - Stade Bagnérais - Stadoceste - Hagetmau - Mont-de-Marsan - Tyrosse - Oloron - Bègles-Bordeaux - Boucau - Angoulême | Grupo 4 - Bourgoin-Jallieu - Le Creusot-Monchanin - Hyères - Tulle - Castres - Carcassonne - Voiron - Albi - Saint-Gaudens - La Voulte |

### Octavos de final
| Equipo 1              | Equipo 2    | Ida   | Vuelta |
| --------------------- | ----------- | ----- | ------ |
| Hyères                | Toulon      | 9-37  | 12-21  |
| Béziers               | Lourdes     | 19-9  | 9-18   |
| Stadoceste            | Agen        | 21-21 | 6-15   |
| Stade Bagnérais       | Montferrand | 12-16 | 6-28   |
| Bourgoin-Jallieu      | Racing      | 12-9  | 3-22   |
| Le Creusot-Montchanin | Brive       | 15-15 | 15-26  |
| Dax                   | Toulouse    | 18-9  | 6-29   |
| Valence               | Graulhet    | 9-9   | 9-27   |

### Cuartos de final
| 1987 | Toulon | 15 - 9 | Béziers |  |  |

| 1987 | Agen | 13 - 12 | Montferrand |  |  |

| 1987 | Racing | 22 - 19 | Brive |  |  |

| 1987 | Toulouse | 20 - 9 | Graulhet |  |  |

### Semifinal
| 1987 | Toulon | 18 - 16 | Agen |  |  |

| 1987 | Racing | 10 - 9 | Toulouse |  |  |

### Final
| 2 de mayo de 1987 | Toulon | 15 - 12 | Racing | Parc des Princes, Paris |  |

| Bandera de Francia |
| Campeón Toulon     |
| Segundo título     |